# Yūji Yoshida
Yūji Yoshida (jap. 吉田 有志, Yoshida, Yūji; * 22. April 2002 in der Präfektur Chiba) ist ein japanischer Fußballspieler.

## Karriere
Yūji Yoshida erlernte das Fußballspielen in der Jugendmannschaft von Cerezo Osaka. Hier unterschrieb er auch 2020 seinen ersten Profivertrag. Der Verein aus Osaka, einer Stadt in der Präfektur Osaka, spielte in der höchsten japanischen Liga, der J1 League. Die U23-Mannschaft des Vereins spielte in der dritten Liga, der J3 League. Als Jugendspieler kam er 2019 auf sieben Drittligaeinsätze.